# Tour de Tailandia femenino
El Tour de Tailandia femenino (oficialmente: The Princess Maha Chakri Sirindhon's Cup Women's Tour of Thailand (en inglés)) es una carrera ciclista femenina por etapas que se disputa anualmente en Tailandia. Toma su nombre oficial de la princesa Maha Chakri Sirindhon. Es la versión femenina de la carrera del mismo nombre y se celebra pocos días después de concluida la prueba masculina.
La carrera se creó en 2012 formando parte del Calendario UCI Femenino bajo categoría 2.2 (última categoría del profesionalismo) hasta que en 2017 ascendió a la categoría 2.1. La prueba siempre ha consistido de 3 etapas.

## Palmarés
| Año  | Ganador           | Segundo                  | Tercero                            |
| ---- | ----------------- | ------------------------ | ---------------------------------- |
| 2012 | Xin Liu           | Mayuko Hagiwara          | Sun Ae Choi                        |
| 2013 | Thuy Dung Nguyen  | Huang Ting-ying          | Wilaiwan Kunlapha                  |
| 2014 | Meng Zhaojuan     | Jutatip Maneephan        | Hsiao Mei-yu                       |
| 2015 | Meng Zhaojuan     | Lauren Kitchen           | Thi That Nguyen                    |
| 2016 | Yang Qianyu       | Huang Ting-ying          | Thi Thi Nguyen                     |
| 2017 | Phetdarin Somrat  | Thi That Nguyen          | Miriam Bjørnsrud                   |
| 2018 | Olga Zabelínskaya | Karina Kasenova          | Gulnaz Jatuntseva                  |
| 2019 | Jutatip Maneephan | Teniel Campbell          | Yumi Kajihara                      |
| 2020 | Jutatip Maneephan | Supaksorn Nuntana        | Chaniporn Batriya                  |
| 2021 | Chaniporn Batriya | Satinee Juntima          | Jutatip Maneephan                  |
| 2022 | Phetdarin Somrat  | Hannah Seeliger          | Siti Nur Adibah Akma Mohammed Fuad |
| 2023 | Lee Eun Hee       | Nur Aisyah Mohamad Zubir | Ayustina Priatna                   |
| 2024 | Jutatip Maneephan | Thi That Nguyen          | Claudia Marcks                     |
| 2025 | Jutatip Maneephan | Sze Wing Lee             | Jiali Liu                          |

## Palmarés por países
| País          | Victorias |
| ------------- | --------- |
| Tailandia     | 7         |
| Hong Kong     | 2         |
| China         | 2         |
| Vietnam       | 1         |
| Rusia         | 1         |
| Corea del Sur | 1         |